# 西田集團
西田集團是一家跨國性商場管理集團，總部位於澳洲悉尼，集團的業務包括商場管理、發展、設計及建設、財富管理、物業管理、租賃以及市場活動等等。該集團在澳洲證券交易所掛牌上市，是全球其中一個擁有最多商場的集團。2018年與尤尼百-洛當科合併，形成尤尼百-洛當科-西田。

## 歷史

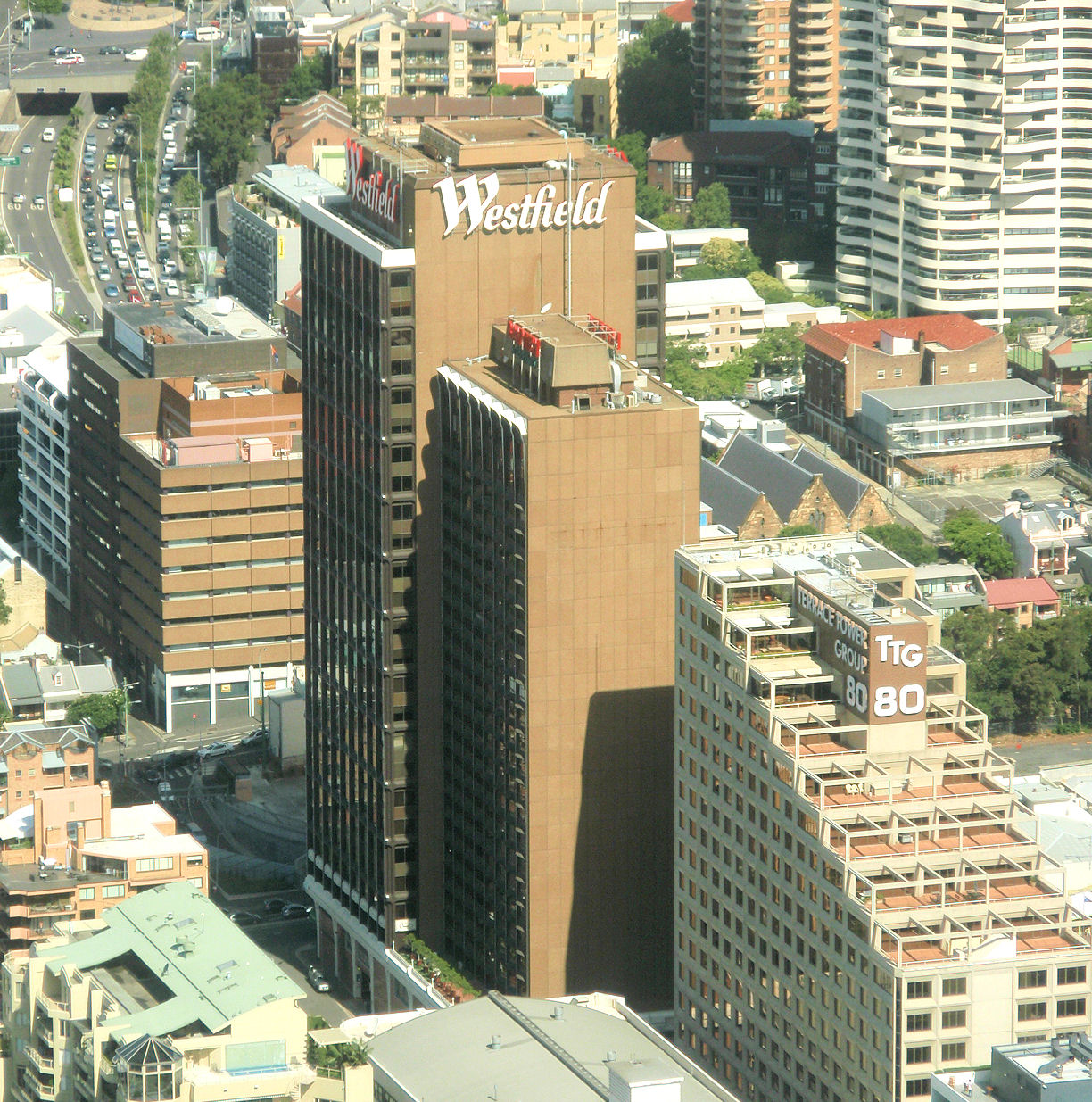
位於澳洲悉尼的西田集團總部

西田集團起源始於澳洲悉尼的西邊市郊地區。 1959年6月，兩名澳洲商人：John Saunders和Frank Lowy，決定在悉尼Blacktown市建立了集團第一個發展項目——「Westfield Place」。 由於Westfield Place座落於悉尼的西部地區（West-Sydney）而且是農田地區（英文中的可解作田野），Westfield因此得名。在一年之內，西田集團擴充業務至擁有共6家商場。次年1960年，西田集團在當時的澳洲股票交易所（在2006年和悉尼期貨交易所合併成澳洲證券交易所）掛牌上市。數年後（1966年至1967年），集團將業務範圍擴展到昆士蘭省。
1977年，西田集團收購了美國康涅狄格州的特朗布爾購物公園（Trumbull Shopping Park），自此集團便在開始進駐美國發展。隨後集團分別於加利福尼亞州、密芝根州和康涅狄格州建立了三家購物中心；在1986年又在加州、新澤西州和紐約州長島建立另外三家購物中心。 1994年，西田集團聯同另外美國兩間地產公司：General Growth及Whitehall地產，以10億美元的金額購買了19間商場。，雖然西田集團當時旗下擁有不少商場項目，但它們都只集中在美國東部及西部的幾個州份。而後來到了2005年，西田集團的商場已經遍佈美國共15個州。
西田集團在澳洲鄰國紐西蘭的商業活動始於1990年代，然而所擁有的商場大多都從Fletchers公司收購而來，並逐步重新命名收購得來的購物中心。直至2007年，西田集團才在紐西蘭奧爾巴尼建立了當地第一個親自建立的商場「Westfield Albany」。
2010年，西田集團把資產的50%拆分，組成西田零售信託，並在澳洲證券交易所掛牌上市（ASX：WRT）。
2017年12月12日法國地产集团尤尼百-洛當科集團斥資208亿元澳元收購西田集團，形成尤尼百-洛當科-西田。

## 現時運作
截至2011年，西田集團總市值超過590億澳元，旗下亦擁有共124間購物中心，佔地超過1千萬平方米的空間，並且遍佈全球5個國家，是全球最大的零售物業集團。雖然西田集團規模龐大，但集團實際由Lowy Family Group所控制，當中由西田集團的聯合創始人之一Frank Lowy擁有；而他的三名兒子Steven M Lowy、Peter S Lowy和David Lowy均在集團董事局擔任要職， 其中Steven和Peter則是集團的聯合管理董事。

### 澳洲

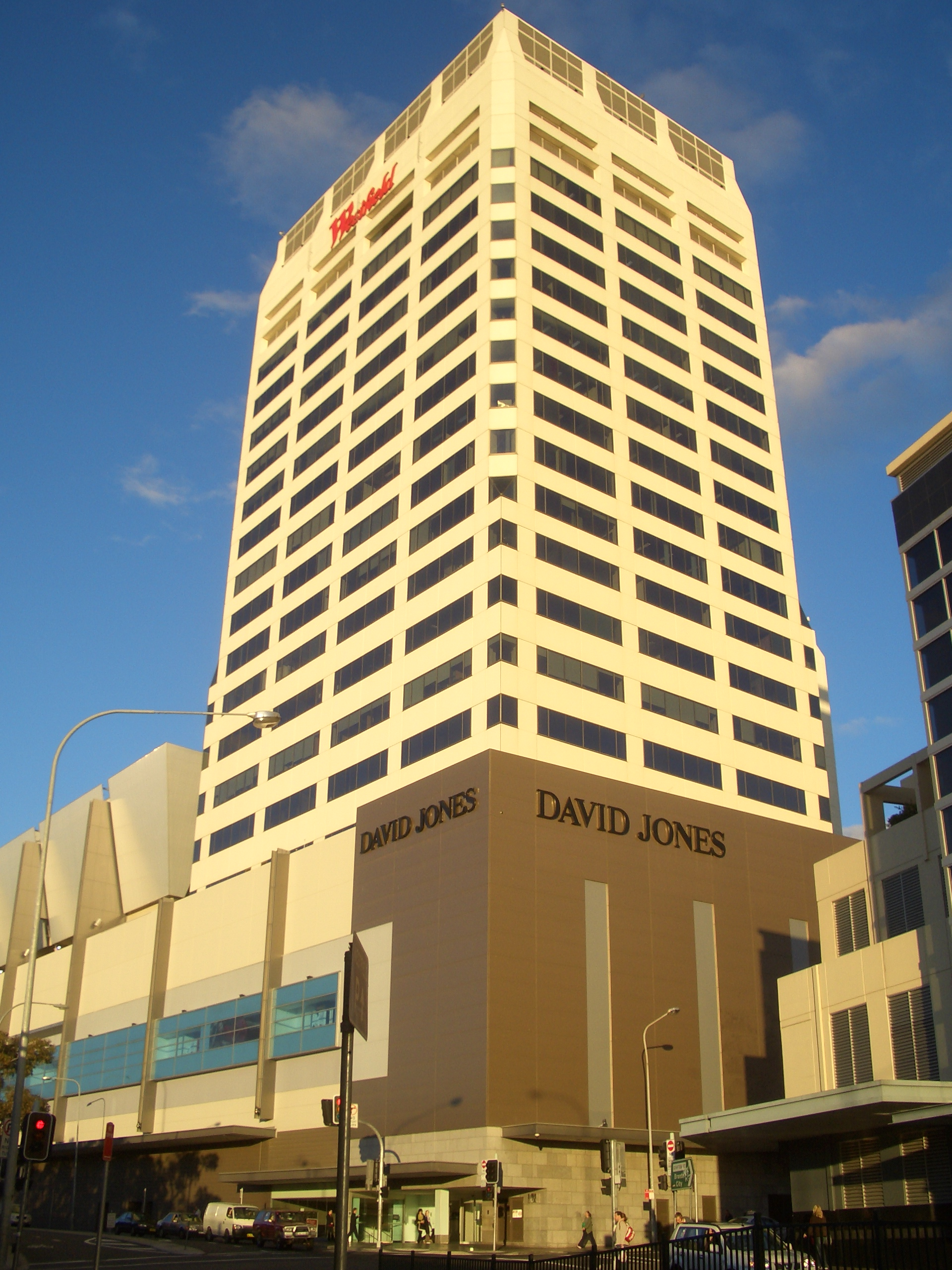
位於悉尼的Westfield Bondi Junction

西田集團在澳洲成立，至今是集團擁有第二最多商場，第一最多零售商進駐旗下商場的國家。根據集團提供的數據，它們在2011年6月30日時在全澳洲擁有或部份擁有洲共44個商場， 以下列出了當中佔地最大的數個商場：
| 商場名稱                 | 地點                        | 可出租總面積 | 可出租總面積 |
| 商場名稱                 | 地點                        | 平方米 m²    | 平方尺 ft²   |
| ------------------------ | --------------------------- | ------------ | ------------ |
| Westfield Chermside      | 昆士蘭省徹姆賽德區          | 144,351      | 1,553,780    |
| Westfield Foundtain Gate | 維多利亞省 Narre Warren     | 137,286      | 1,477,730    |
| Westfield Parramatta     | 新南威爾斯省帕拉马塔市      | 137,269      | 1,477,550    |
| Westfield Southland      | 維多利亞省切爾滕納姆        | 129,071      | 1,389,310    |
| Westfield Bondi Junction | 新南威爾斯省 Bondi Junction | 126,895      | 1,365,890    |
| Westfield Doncaster      | 維多利亞省唐卡斯特          | 120,000      | 1,300,000    |
| Westfield Miranda        | 新南威爾斯省米蘭達          | 108,316      | 1,165,900    |
| Westfield Hornsby        | 新南威爾斯省霍恩斯比        | 99,830       | 1,074,600    |
| Westfield Sydney         | 新南威爾斯省悉尼商業中心區  | 93,000       | 1,000,000    |

### 美國
西田集團在1977年初次進入美國市場發展，至現在則是集團擁有最多商場的國家（共擁有或部份擁有55個商場）。

### 英國

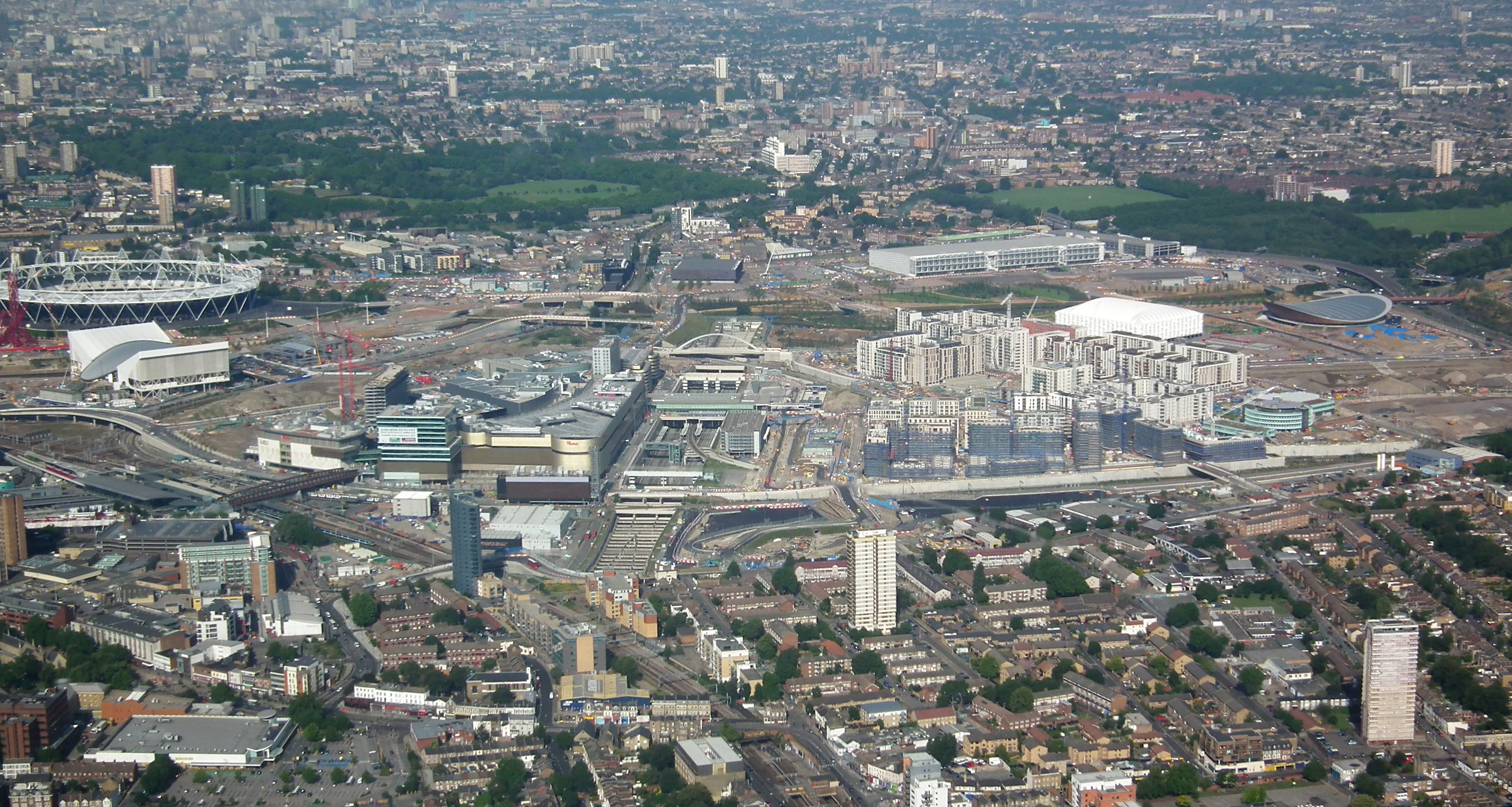
仍在建造中的Stratford City（攝於2011年6月14日）

西田集團在分別在英格蘭和北愛爾蘭共有十個投資項目。至目前為止，西田集團在英國最大資產是位於倫敦，建造費達17億英鎊 的Westfield London，集團擁有該商場的50%股份，而該建造項目包括了新的倫敦地上鐵站以及一個倫敦地鐵站入口。
集團亦有參與位於倫敦斯特拉特福，鄰近2012年夏季奧林匹克運動會公園的「Stratford City」的重建計劃，Stratford City商場已在2011年9月13日落成，並聲稱是「全歐洲最大的市區購物中心」。

## 租戶關係
2004年，澳洲競爭暨消費者委員會調查西田集團並發現集團有濫用自身商業力量來解決與客戶之間的糾紛之嫌，要求西田集團保證不會再對旗下商場租戶進行「過度的行為和恐嚇」（Unconscionable conduct and intimidation）。
同時，作為一家跨國集團，西田集團亦被批評它的商場政策和租金收費過於苛刻。商場租戶建議，在商場被收購後，收購公司應和租戶增加合作和交流，使舊有租戶可達到新公司所定立標準。

## 外部連結
- （英文）官方网站